# Louis de Mollier
Louis de Mollier [Louis Mollier], né à Paris vers 1615 et mort le 18 avril 1688, est un compositeur de musique, poète, danseur et joueur de luth actif à Paris entre 1645 et 1688. Après avoir travaillé pour la comtesse de Soissons, il a œuvré dans de nombreux ballets de cour donnés à la cour de France.
Dans la mesure où certaines sources anciennes qui le citent le nomment parfois « Molière », il a pu y avoir quelques confusions entre lui et le dramaturge Molière. Ces ambiguïtés sont maintenant presque toutes levées.

## Biographie
Il nait vers 1615, fils de Jean Mollier bourgeois de Paris et d’Antoinette Brodey [Brodé], elle-même fille de Louis Brodey, tailleur d’habits demeurant à Paris et d’Anne Bouillerot. Sa jeunesse n’est pas documentée mais compte tenu de ses multiples talents on peut supposer que son éducation a été riche et solide.
Il est nommé la première fois dans un document de 1636, comme « gentilhomme servant de Madame la comtesse de Soissons », organisateur de ses « menus plaisirs » dans son domicile parisien comme dans son domaine de Bonnétable, près du Mans. Il donne là des preuves précoces de ses capacités d’organisateur et de musicien-poète ; la parution d'un livre de chansons en 1640 est la première manifestation musicale dont il ait laissé une trace.
Il se marie le 1er juin 1642 avec Adriane Jacob (fille d’un avocat au Conseil du roi et commissaire de la marine), demeurant alors rue de l'Arbre-Sec paroisse Saint-Germain-l’Auxerrois. Il y est encore dit « écuyer et gentilhomme servant de Mme de Soissons » (qui est aussi un de ses témoins). La future épouse apporte une somme de 1500 lt ainsi que la promesse du logis et de la nourriture chez ses parents pendant six ans, estimée à 6000 lt.
Le couple donne naissance le 22 janvier 1644 à une fille Marie-Blanche (1644-1733), qui deviendra une chanteuse et danseuse de quelque renommée, puis à Alexis Mollier le 6 février 1649, mort jeune.
La mort de la comtesse de Soissons (17 juin 1644) l’oblige à chercher une autre protection ; elle l'avait probablement introduit à la cour d’Anne d’Autriche ; il apparait dès lors dans de nombreux ballets de cour, détaillés plus bas, à partir de 1645. Sa présence très régulière comme danseur laisse entendre qu’il y était très apprécié. La première mention de son nom comme « ordinaire de la musique du roi » date du 17 février 1647, lorsqu’il est cité comme témoin au mariage de Nicolas Brodé, son parent.
Il est également nommé en 1646 joueur de luth de la Chambre du roi, en 1648 joueur de luth en survivance de François Richard et le 11 octobre 1650 maître ordinaire pour le luth des enfants de la musique de la Chambre, ainsi que maître pour le luth des enfants de chœur de la Chapelle. Il habite à cette époque rue Saint-Honoré, paroisse Saint-Germain-l’Auxerrois. Comme souvent les musiciens du roi, il lui arrive de se produire à l’occasion de fêtes dans des maisons particulières, comme le 21 février 1655 pour le marquis d’Anglure. Il donne également des concerts à son domicile, avec des musiciens amis.
Plus tard, Mollier emménage rue de Richelieu. La même année, il est nommé le 12 décembre maître de musique du Dauphin Louis de France.
L'une des raisons possibles de son déclin dans l’estime du roi est qu’il ait écrit et publié en 1665 un recueil de poésies intitulé Plaisirs déguisés, qui contient plusieurs allusions à la vie privée du roi, notamment à ses relations avec Louise de La Vallière.
Après 1665, il n’apparaît plus dans les ballets de cour et semble donc s’être retiré de la vie de la cour. Toutefois, il aurait gardé des postes subalternes (maître de luth pour les pages, joueur de petit luth). Il continue toutefois à donner des concerts chez lui jusqu’à peu avant sa mort et compose de la musique pour plusieurs pièces de théâtre. Il meurt le 18 avril 1688.
Un témoignage tardif indique qu’il a « toujours pris soin de mêler ce que la musique française a de plus doux, avec le profond de la science des Italiens ». Un autre témoignage décrit avec précision son petit opéra d’Andromède donné chez lui puis à la cour :
« Mr Moliere a fait aussi une maniere de petit Opéra qu'il donne en concert chez luy tous les jeudis depuis six semaines. Les assemblées y sont toûjours plus illustres que nombreuses, le lieu estant trop petit pour contenir tous ceux qui viennent y demander place. Les vers en sont naturels, coulans, & propres à estre chantez. Andromede attachée au Rocher, & délivrée par Persée, en est le sujet. Cette malheureuse princesse est représentée par Mademoiselle Itié, fille de Mr Moliere, qui chante avec toute la justesse possible, Mademoiselle Siglas, qui fait le personnage de la mere, entre dans tous les mouvemens de la passion, & conduit sa voix avec beaucoup d'agrément. Persée vient secourir la princesse. Il est representé par Mr de Longueil, un des meilleurs maistres que nous avons pour apprendre à bien chanter, & qui fait les plus habiles écoliers. La symphonie est agreablement diversifiée, selon les diférentes passions qui se doivent exprimer. La merveille de nostre siecle la petite Mademoiselle Jaquier [Elisabeth Jacquet de La Guerre], y touche le clavessin, & ce charmant divertissement finit par un air que chante Mademoiselle de Normandie. Il seroit assurément difficile d'en trouver une plus touchante, d'un plus beau son, & d'une aussi grande étenduë. Ce que cette Demoiselle a d'avantageux, c'est qu'elle est faite d'une maniere à se faire regarder avec autant de plaisir, qu'on en peut recevoir à l'écouter […] Il y a quelques jours que cet opéra fut chanté au Louvre pour Madame de Thiange, en présence de Monsieur le duc, & de plusieurs dames du premier rang. Mr Moliere reçeut de toute cette illustre assemblée les applaudissemens qui luy sont deûs & pour la beauté de son ouvrage, & pour le juste choix qu'il a fait des belles voix qui luy donnent tant d'agrément. »
Si la présence de sa fille Marie-Blanche et de Elisabeth Jacquet de La Guerre est attestée, celle d’Anne-Marie Martel (Siglas) ne l’est pas.

## Spectacles de cour auxquels Mollier a participé comme compositeur, luthiste ou danseur
Les listes de spectacles donnés ci-dessous est reprise de Maxfield-Miller 1963.
- 1645 – Ballet de l’Oracle de la Sibylle de Pansoust. Paris, Palais-Royal (musique attribuée à Mollier).
- 1648 (23 janvier) – Ballet du déreiglement des passions. Mollier y danse dans trois rôles.
- Février 1651 – Ballet de Cassandre. Mollier danse rois rôles, aux côtés de Louis XIV qui y danse pour la première fois.
- Mai 1651 - Ballet du roi des festes de Bacchus. Mollier écrit une partie de la musique et y danse trois rôles. Sa fille Marie-Blanche y danse également ; elle a huit ans.
- Février 1653 - Ballet royal de la nuit (Paris, Palais du Louvre). Mollier y danse plusieurs rôles, dont deux avec le roi.
- Février 1654 – Ballet des Proverbes. Mollier y danse au côté de Louis XIV.
- Avril 1654 – Ballet des noces de Pelée et Thétis (Paris, salle du Petit Bourbon). Mollier y danse quatre rôles.
- Novembre 1654 - Ballet du temps. Mollier y compose de la musique, avec Jean-Baptiste Lully, et Jean-Baptiste Boësset. Il y danse également, ainsi que sa fille.
- Février 1655 – Ballet des Plaisirs. Mollier y danse un rôle.
- Mai 1655 – Ballet des Bienvenus (Compiègne). Mollier y danse quatre rôles.
- Janvier 1656 – Ballet de Psyché ou la puissance de l’amour (Paris, palais du Louvre). Mollier y danse ainsi que sa fille.
- Février 1656 – Ballet de la Galanterie du Temps (Paris, palais du Louvre). Il y danse un rôle.
- Septembre 1656 – Ballet dansé à Essonnes chez Louis Hesselin pour la visite de la reine Christine de Suède. Mollier y danse avec sa fille ; il a aussi écrit des vers, et composé une partie de la musique. Le ballet est relaté dans la chronique de Jean Loret en termes élogieux comme toujours[14] : [Hesselin] luy fit ouïr de jolis vers, / Animez par de fort beaux airs, / Que d’une façon singulière , Avoit faits le sieur Molière, / Lequel, outre le beau talent, . Qu’il a de danseur excelent, / Met heureusement en pratique / La poësie et la musique…

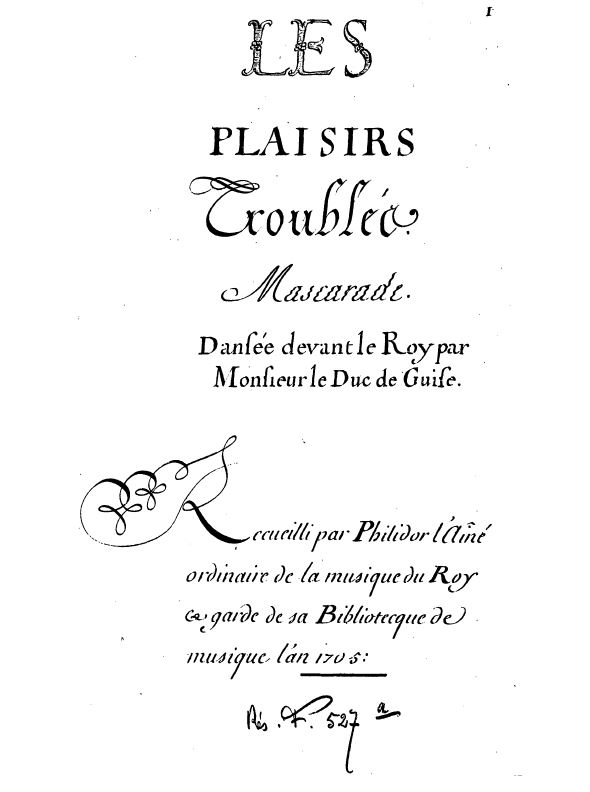
Ballet des Plaisirs troublez (1657, collection Philidor). Paris BnF (Mus.) : RES F-530.

- Février 1657 - Ballet des plaisirs troublés (Paris, Palais du Louvre). La musique est de Mollier mais le ballet n’a que moyennement plu.
- Février 1658 - Ballet d’Alcidiane. Mollier en compose quelques airs, les autres étant de Jean-Baptiste Boësset. Il y danse également, avec Lully et le roi.
- Juillet 1658 : Mollier compose une chanson pour la fête sur le retour de la santé du roi.
- Février 1659 – Ballet de la Raillerie. Mollier et sa fille y dansent.
- Février 1660 – Mollier danse dans un « Ballet ou mascarade de bergères et de bergers » donné à la cour en l’honneur de la Paix, relaté par Loret en date du 21 février[15].
- Juillet 1661 – Ballet des Saisons (Fontainebleau). Mollier y danse à côté du roi.
- Janvier 1663 – Ballet des arts. Mollier y est cité dans le rôle d’une Dame peintre.
- 31 mars 1663 – Entre autres musiciens, Mollier est cité par Loret[16] comme jouant lors d’un service de Ténèbres donné aux Feuillants devant la famille royale.
- Mai 1664 – Les Plaisirs de l’Île enchantée. Mollier est cité comme danseur lors de la troisième journée, au Ballet du palais d’Alcine.
- Janvier 1665 – Ballet de la naissance de Vénus. Mollier danse deux rôles, avec Lully et le roi.
- Février 1665 – La Réception faite par un gentilhomme de campagne. Mollier danse la troisième entrée.

## Œuvres scéniques pour lesquelles Mollier a composé la musique
- Janvier 1666 - Les Amours de Jupiter et Sémélé (texte de Claude Boyer)
- Février 1671 - Les Amours du Soleil (texte de Jean Donneau de Visé)
- Janvier 1672 - Le mariage de Bacchus et d'Ariane (du même)
- 1674 – Il compose la musique d’un petit opéra donné chez le financier Pelissari, une œuvre perdue citée par Madame de Sévigné dans sa correspondance.
- 1677 – Les Amours de Céphale et d’Aurore (texte de Paul Tallemant le Jeune, joué à Saint-Germain mais perdu).
- 1678 – Andromède attachée au rocher (œuvre perdue du même). L’œuvre est donnée chez lui puis au palais du Louvre.

## Œuvre

### Poésie
Les Recueils de vers mis en chant compilés par Bertrand de Bacilly citent Mollier comme auteur de sept poèmes mis en musique par lui-même ou d’autres compositeurs, en sus de quelques dizaines d’airs de sa composition.

### Musique dramatique
Il a composé des airs ou des danses pour au moins les ballets ou les pièces suivants :
- Ballet du roi des Festes de Bacchus (1651).
- Ballet royal de la Nuit (1653)
- Ballet dansé à Essonnes (1656)
- Masquarade des Plaisirs troublés (1657). La musique est conservée dans deux sources manuscrites : Paris BnF (Mus.) : RES F-530 (collection Philidor) et Berkeley UL : MS-454.
- Ballet royal d’Alcidiane (1658)
- Ballet royal de la Naissance de Vénus (1665)
- Les Amours de Jupiter et Sémélé (1666)
- Les Amours du Soleil (1671)
- Le Mariage de Bacchus et d'Ariane (1672)
- Un petit opéra. (1674)
- Les Amours de Céphale et d’Aurore (1677)
- Andromède attachée au rocher (1678).

### Airs et chansons

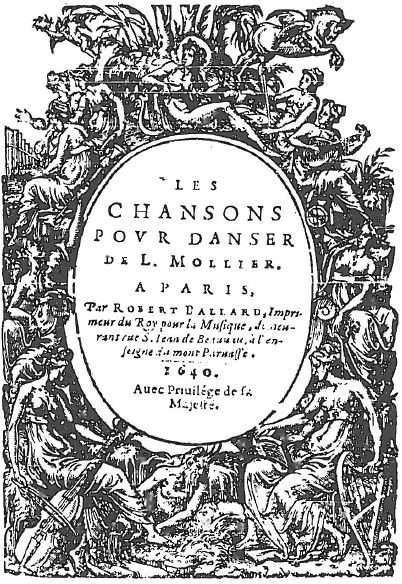
Page de titre des chansons de Louis Mollier (Paris, R. Ballard, 1640). Paris BnF.

- Les Chansons pour danser de L. Mollier. Paris : Robert III Ballard, 1640. 8°, 45 f. RISM M 2077, Guillo 2003 n° 1640-A. Contient 40 chansons à 1 ou 2 v.
- L’air Si je vous dis que vos yeux figure dans le Premier livre des airs de différents auteurs à deux parties de 1658 (RISM 16583, Guillo 2003 n° 1658-A)
- L’air Souffrez qu’Amour cette nuit vous réveille figure dans le second volume de cette collection en 1659 (RISM 16594, Guillo 2003 n° 1659-4).
- Trois airs figurent dans le manuscrit Paris BnF (Mus.) : RES VMA-854.

### Musique spirituelle
Quatre de ses airs ont été repris par François Berthod pour en faire des contrafacta catholiques (Guillo 2003 n° 1656-A, 1658-B, 1662-A).

### Musique instrumentale
- Une courte sarabande parait dans le recueil Suite de trio de différents auteurs, sur tous les tons, recueillis et mis en ordre par Mr Philidor l’aîné (Paris, Ch. Ballard, 1699, RISM 16998.